# محمد الرشيد (لاعب كرة قدم)
محمد الرشيد محمود شمبلي (1 يناير 1994 - ) هو لاعب كرة قدم سوداني. يلعب حالياً كلاعب وسط في المريخ في الدوري السوداني الممتاز. بالإضافة إلى منتخب السودان لكرة القدم.

## الإنجازات

### المريخ
- الدوري السوداني الممتاز (3): 2018، 2018-19، 2019-20.
- كأس السودان (1): 2018.

## وصلات خارجية
- محمد الرشيد على موقع إي إس بي إن إف سي (الإنجليزية)
- محمد الرشيد على موقع قاعدة بيانات كرة القدم.إي يو (الإنجليزية)
- محمد الرشيد على موقع ناشيونال فوتبول تيمز (الإنجليزية)
- محمد الرشيد على موقع Soccerway.com (الإنجليزية)
- محمد الرشيد على موقع عالم كرة القدم.نت (الإنجليزية)